# 合志市立合志南小学校
合志市立合志南小学校（こうししりつ こうしみなみしょうがっこう）は、熊本県合志市にある公立小学校。

## 沿革
- 1978年4月1日 - 合志小から分離し合志町立合志南小学校として開校。
- 1984年4月1日 - 南ヶ丘小を分離。
- 2006年2月27日 - 合志市の発足に伴い、合志市立合志南小学校に改称。
- 2021年4月1日 - 一部を合志楓の森小学校に分離。

## 概要
生徒-約1000名

## 行事
- 入学式
- 運動会
- 学習発表会
- RUNラン大会
- 卒業式
- 退任式